# Blas Piñar
Blas Piñar López (Toledo, 22 novembre 1918 – Madrid, 28 gennaio 2014) è stato un politico e scrittore spagnolo.
Durante il franchismo è stato direttore dell'Istituto di cultura spagnola,  (Instituto de Cultura Hispánica); deputato delle Cortes Españolas e Consigliere Nazionale del Movimiento. Dopo il franchismo è stato deputato alle Cortes generales.

## Biografia

### Nel franchismo
Crebbe nelle organizzazioni cattoliche. Negli anni sessanta, Blas Piñar fu, direttore generale dell'Istituto di cultura spagnola (1958-1962), responsabile degli insegnamenti tra le università spagnole e latino americane. Collaboratore del quotidiano ABC in un articolo criticò la politica estera degli Usa in Latinoamerica e fu dimissionato.
Consigliere del Movimiento Nacional, per nomina diretta di Franco, e deputato alle Cortes franchist dal 1958, fu un deciso oppositore della liberalizzazione del regime franchista che iniziava in quegli anni, attraverso la sua casa editrice "Editorial Fuerza Nueva".

### Dopo la morte di Franco
Dopo la morte di Francisco Franco fondò il movimento di destra Fuerza Nueva, che si ispirava ai principi del 18 luglio.
Si oppose alla costituzione spagnola del 1978. Nel novembre di quell'anno partecipa alla costituzione dell'Eurodestra, voluto da Giorgio Almirante, e che vedeva, oltre all'MSI,  anche i francesi di Forces Nouvelles e una formazione di estrema destra greca.
Fu eletto nel 1979 deputato alle Cortes Generales di Fuerza Nueva nella coalizione Unión Nacional. In occasione del fallito colpo di Stato spagnolo del 1981, fu uno dei pochi deputati che non si nascose sotto i banchi quando il colonnello Tejero fece fuoco in aria dentro l'assemblea. Nel 1982 non viene rieletto e Fuerza Nueva si scioglie, permanendo solo come rivista.
Nel 1986, con l'aiuto di Jean-Marie Le Pen, creò il Frente Nacional candidandosi senza successo alle elezioni europee del 1989. Nel 1992 divenne presidente del Frente Nacional Español nato dall'unione del suo movimento con le Juntas Españolas. Dal 2003 era presidente del partito Alternativa Española (As)
Il figlio, il generale Blas Piñar Gutiérrez, ha fondato nel 2013 il movimento La Espana en marcha .

## Opere

### In spagnolo
- Filipinas: país hispánico, Ediciones Cultura Hispánica, 1957.
- Tres discursos de Blas Piñar, Cáceres, Servicios Culturales Diputación Provincial de Cáceres, 1959.
- María, madre espiritual de América: Discurso pronunciado en el Congreso Internacional de Santo Domingo, al clausurar la sesión plenaria del día 24 de marzo de 1965, Ediciones Cultura Hispánica, 1965.
- La España irredenta: Gibraltar, Instituto de Estudios Africanos, 1965.
- Prestación alimenticia en nuestro Derecho civil, Editorial Reus, 1955, ISBN 978-84-290-0274-4.
- ¿Hacia la IIIª República?, Fuerza Nueva, 1979, ISBN 978-84-7378-024-7.
- Hacia un Estado nacional, Fuerza Nueva, 1980, ISBN 978-84-7378-028-5.
- Combate por España, Fuerza Nueva, 1980, ISBN 978-84-7378-006-3; 1982, ISBN 978-84-7378-007-0.
- Tiempo de ángeles, Arca de la Alianza Cultural, 1987, ISBN 978-84-86593-10-0.
- La Iglesia y la Guerra española de 1936 a 1939, Acta editorial, 2011, ISBN 978-84-9739-114-6